# Ana Paula Lemes de Souza
Ana Paula Lemes de Souza (Cambuquira, 22 de julho de 1989) é escritora, pesquisadora, ensaísta, professora e advogada brasileira, internacionalmente reconhecida por sua militância em defesa do direito das águas.
Autora de trabalhos focados em teoria jurídica e pensamento ambiental, atuou como colunista da revista CartaCapital entre 2018 e 2022 e colabora regularmente com veículos como Brasil de Fato e outras plataformas de mídia independente.
Como ativista ambiental e liderança na defesa das águas e do território, destaca-se pela articulação entre academia e movimentos coletivos, contribuindo para a formulação de políticas públicas e campanhas globais de conscientização sobre a proteção dos aquíferos e de bens comuns. Seu trabalho integra perspectivas jurídicas, ecológicas e éticas, posicionando-a como referência crítica no debate sobre justiça ambiental e acesso à água.

## Biografia
Ana Paula Lemes de Souza nasceu em 22 de julho de 1989, em Três Corações, Minas Gerais, mas cresceu na cidade de Cambuquira, no sul de Minas Gerais, no Planalto da Mantiqueira, cidade historicamente associada a fontes de águas carbogasosas medicinais e ecossistemas fluviais preservados. Essa proximidade com paisagens naturais e saberes tradicionais sobre fontes hidrominerais influenciou profundamente sua trajetória intelectual e ativista, tornando-a voz influente na defesa das águas e do território, e na crítica à mercantilização dos bens comuns.
Filha mais nova de Gilberto Benedito de Souza, pequeno produtor rural, e Deuscelia Lemes de Souza, servidora pública do setor bancário, teve contato direto com questões de justiça ambiental e territorialidade desde a infância, atuando junto a setores de defesa das águas desde 2004. É casada com Douglas de Carvalho Lemes, com quem tem uma filha, Sarah de Souza Carvalho Lemes.
Seu trabalho, de natureza transdisciplinar, é norteado pela ética de cuidado com os ecossistemas e busca repensar modelos jurídicos e econômicos tradicionais. Em consonância com reflexões contemporâneas que questionam a dicotomia entre sujeito e objeto — bem como a distinção entre vida e não vida — aplica essas perspectivas aos aquíferos e aos bens comuns. Sua abordagem integra conhecimentos de Direito, de Filosofia e de Ecologia, em prol da governança relacional entre essas agências.

## Formação acadêmica
Intelectual e acadêmica brasileira na área do Direito, atualmente, Ana Paula é doutoranda na Faculdade Nacional de Direito da Universidade Federal do Rio de Janeiro (FND/UFRJ). Entre janeiro e junho de 2024, realizou estágio doutoral no Centro de Estudos Sociais da Universidade de Coimbra, em Portugal, por meio do programa CAPES/PrInt.
Anteriormente, obteve seu mestrado em Direito pela Faculdade de Direito do Sul de Minas (FDSM) e possui especializações em Filosofia do Direito e Direito Público, além de graduação em Direito.
Como professora, leciona as disciplinas de Teoria Geral do Direito e de Direito Ambiental e Agrário, no Centro Universitário do Sul de Minas (UNIS-MG), em Varginha, Minas Gerais.
No âmbito jurídico, é advogada ativa na Ordem dos Advogados do Brasil (OAB/MG) desde 2014, presidindo a Comissão de Direito Ambiental e a Comissão de Direitos Humanos da Subseção de Cambuquira, além de ser integrante da Comissão Estadual do Meio Ambiente desde 2025.

## Defesa do direito à água e atuação internacional
É reconhecida internacionalmente por seu engajamento na defesa do direito à água ou, ainda, direito das águas, uma causa central em sua trajetória.
Sua militância jurídica é evidenciada pela atuação como advogada de organizações da sociedade civil (OSCs) nas áreas ambiental e cultural. Entre suas iniciativas, destaca-se a contribuição para a obtenção de um acordo histórico sobre o engarrafamento das águas de Cambuquira e Caxambu, em Minas Gerais, que garantiu a preservação dos nomes comerciais, o envasamento exclusivo de água mineral por vazão espontânea, restrições à expansão industrial e a garantia do acesso público aos parques e fontes.
Sua influência se estende ao cenário internacional, participando ativamente de eventos e debates sobre a gestão e proteção da água. Em março de 2024, esteve na Académie du Climat, em Paris, no evento “Pour la fin de l’embouteillage de l’eau” (Pelo fim do engarrafamento da água), organizado pela Coalition Stop Embouteillage. Essa participação em fóruns globais reforça seu papel como pesquisadora e ativista na causa global da água.
Ana Paula também contribui para a legislações e políticas públicas sobre a temática, tendo participado de audiências públicas e da elaboração de anteprojetos de lei. Dentre eles, destaca-se a proposta que buscou o reconhecimento do aquífero de Cambuquira como sujeito de direitos e a que reconheceu o relevante interesse cultural no uso e coleta de águas minerais no estado de Minas Gerais.

## Obra e pensamento
A sua produção acadêmica articula feminismos, pensamento ambiental e crítica contra-colonial.
Para Ana Paula, o feminismo não pode dissociar-se da luta ambiental. Ambos os campos desafiam hierarquias que naturalizam a dominação — seja sobre corpos, territórios ou ecossistemas. Sua produção teórica dialoga com estudos feministas das ciências, ao questionar epistemologias dominantes que excluem vozes marginalizadas. Ao mesmo tempo, propõe ética de cuidado que reconheça a agência de elementos não humanos, rompendo com visões antropocêntricas e coloniais.
Seus estudos iniciaram-se nos feminismos e na crítica ao direito como campo marcado por relações de gênero.
Em “As Tranças de Lilith: feminismo, direito e democracia” (2018), questiona a suposta neutralidade epistemológica do saber jurídico, propondo ruptura com a lógica binária que naturaliza hierarquias sociais e jurídicas, apontando para um epistemicídio em relação às mulheres — a destruição sistemática de saberes não hegemônicos. Essas influências permeiam sua crítica ao direito como dispositivo que regula corpos e institucionaliza desigualdades.
A partir dos estudos feministas, Ana Paula ampliou sua investigação para a relação entre colonialismo, natureza e extração de bens naturais, dialogando com autores dos estudos CTS. Em obras e artigos, critica a divisão artificial entre “vida” e “não vida”, explorada historicamente pelo colonialismo e pelo capitalismo para legitimar a exploração de territórios e comunidades. Analisa como elementos como águas e minerais são frequentemente tratados como inertes, excluídos de direitos e considerados mercadorias.

## Notoriedade e reconhecimento
Como escritora e pesquisadora, Ana Paula Lemes de Souza possui vasta produção intelectual. É autora e coautora de diversos artigos científicos publicados em periódicos nacionais e internacionais, além de livros e capítulos de livros que abordam temas como feminismo, direito ambiental, justiça e águas minerais.
Sua capacidade de análise e escrita também se concretizou na colaboração, por 4 anos, como articulista da revista CartaCapital, na editoria de justiça e pluralidade.
Seu trabalho e dedicação foram reconhecidos pela Assembleia Legislativa de Minas Gerais, que a homenageou na Plenária Sempre Vivas, no ano de 2022. O evento, que destacou a representatividade feminina na política e na luta por justiça e direitos, celebrou sua atuação em defesa das águas, consolidando sua importância no cenário ambiental brasileiro.
Ana Paula Lemes de Souza é também palestrante requisitada, compartilhando seu conhecimento e experiência em diversos eventos e conferências, tanto no Brasil quanto no exterior, contribuindo para a conscientização e mobilização em torno das questões ambientais e do direito às águas e das águas.
Além dos livros e artigos já mencionados, Ana Paula possui vasta produção acadêmica e intelectual, com publicações em diversas áreas do direito e temas correlatos. Seu trabalho traduz um profundo engajamento com questões ambientais mais amplas, buscando a interdisciplinaridade e a análise crítica.

## Participação em grupos de pesquisa
Ana Paula Lemes de Souza é pesquisadora ativa e engajada em diversos grupos de estudo e redes de militância, o que demonstra a amplitude de seus interesses e sua dedicação à produção de conhecimento e à transformação.
Nas atividades de pesquisa, integra o time de pesquisadores da EcoSoc (Oficina de Ecologia e Sociedade), um grupo de trabalho do Centro de Estudos Sociais (CES) da Universidade de Coimbra, Portugal. Fundado em 2011, o EcoSoc reúne doutorandos e investigadores com o duplo objetivo de aprofundar a análise das conexões entre o social e o ecológico e abrir espaços para construções coletivas frente à crise ecológica.
Além da EcoSoc, Ana Paula participa de outros grupos de pesquisa relevantes no Brasil: Observatório da Justiça Brasileira (OJB - FND/UFRJ): grupo que analisa criticamente a ação dos tribunais, refletindo sua preocupação com a efetividade e a justiça do sistema jurídico brasileiro; Biojuspan (UFSC): grupo que investiga questões de justiça distributiva em bioética, demonstrando seu interesse nas implicações éticas e sociais da ciência e da tecnologia; entre outros.
Sua participação nesses grupos de pesquisa e sua militância jurídica demonstram seu compromisso em ir além da teoria, buscando a aplicação prática do conhecimento para a defesa de direitos e a promoção da justiça ambiental.

## Publicações selecionadas

### Livros publicados
- Lemes de Souza, Ana Paula (2025). Povos das águas da Mantiqueira. Cambuquira/MG: Nova Cambuquira.  ISBN 978-65-5735-019-5.
- Lemes de Souza, Ana Paula (2018). As tranças de Lilith: feminismo, direito e democracia. Belo Horizonte/MG: Letramento.  ISBN 978-85-9530-098-9.
- Lemes de Souza, Ana Paula (2010). O vento me soprou. São Paulo/SP: Livro Novo.  ISBN 978-85-62426-27-8.

### Livros organizados
- Lemes de Souza, Ana Paula, Marques, I. C., Camargo, M. L., & Santos, D. M. (Eds.). (2022). Direito e Ciência – D & C (1ª ed.). Expert Editora.
- Lemes de Souza, Ana Paula, Vianna, R., & Alcantara, V. C. (Eds.). (2019). Ecologias das águas: o futuro em corrosão (1ª ed.). Nova Cambuquira.
- Lemes de Souza, Ana Paula, Vianna, R., Alcantara, V. C., Pereira, J. R., Cruz, E. S. T., Santanna, L. T., Portugal Junior, P. S., Santos, R. V., Corte, T. D., Pachamama, A. R., Puri, M. A., & Manes, V. B. (Eds.). (2018). Clamor das águas: a busca por nova identidade para as águas minerais no Brasil (1ª ed.). CAXIF/UFSC.

### Capítulos publicados
- Lemes de Souza, Ana Paula (2024). Água (Verbete). In: Dicionário ALICE. Disponível em: https://alice.ces.uc.pt/dictionary/?id=23838&pag=23918&id_lingua=1&entry=45593. Acesso em: 12 jun. 2025.
- Lemes de Souza, Ana Paula; Camargo, M. L. (2024). Objetividade (Verbete). In: Dicionário Feminista Brasileiro: conceitos para a compreensão dos feminismos. São Paulo: Dialética, v. II, p.215 - 222.  ISBN 978-65-27028-57-4.
- Lemes de Souza, Ana Paula (2024). Justiça (des)cuidada: direito, moralidades e afetos no caso de um neném no lixão. In: Republicanismo Insurgente e Ressignificação dos Direitos Fundamentais: Atas do IV Congresso Internacional Direito, Memória, Democracia e Crimes de Lesa Humanidade. São Paulo: Editora Dialética, p. 383 - 399.  ISBN 978-65-27034-63-6.
- Lemes de Souza, Ana Paula (2022). Entre o Direito e as “Técnicas”, a política: Estudo de caso do RE 958.252 no Supremo Tribunal Federal. In: Direito e Ciência - D & C. Belo Horizonte: Expert Editora, v.1, p.73 - 116.  ISBN 978-65-89904-62-5.
- Lemes de Souza, Ana Paula (2022). Messias togados: direito, políticas e moralidades no caso Lula da Silva. In: Lawfare e América Latina: a guerra jurídica no contexto da guerra híbrida. Curitiba: Íthala/GRD, v.3, p.685 - 717.  ISBN 1029327560066.
- Lemes de Souza, Ana Paula (2022). Patriarcado (Verbete). In: Dicionário Feminista Brasileiro: conceitos para a compreensão dos feminismos. São Paulo: Editora Dialética, p.303 - 306.  ISBN 978-65-25253-59-6.
- Lemes de Souza, Ana Paula; Vianna, R. (2021). Ensaio sobre a covid-19. In: Questões Virais: Leituras sobre a COVID-19 no Brasil. Belo Horizonte: Expert Editora, p.26 - 53.  ISBN 978-65-89904-11-3.
- Lemes de Souza, Ana Paula (2019). Águas ciborgues: o humano-maquínico das águas minerais. In: Ecologias das águas: o futuro em corrosão. Cambuquira: Nova Cambuquira, p.33 - 58.  ISBN 978-65-90191-50-2.
- Lemes de Souza, Ana Paula; Alcântara, V. C. (2019). Descrenoterapizar: o saber popular-originário, a tecnociência e o mercado. In: Povos Originários e Comunidades Tradicionais: trabalhos de pesquisa e de extensão universitária. Porto Alegre/RS; Boa Vista/RR: Editora Fi; Editora da UFRR, v.3, p.97 - 119.  ISBN 978-85-81512-09-9.
- Lemes de Souza, Ana Paula; Alcântara, V. C. (2019). Justiça engarrafada: uma etnografia da guerra jurídica das águas minerais no Sul de Minas Gerais. In: Ecologias das águas: o futuro em corrosão. Cambuquira: Nova Cambuquira, p.177 - 206.  ISBN 978-65-90191-50-2.
- Lemes de Souza, Ana Paula (2019). Sobre a capa: A história improvável de uma fotografia. In: Ecologias das águas: o futuro em corrosão. Cambuquira: Nova Cambuquira, p.19 - 20.  ISBN 978-65-90191-50-2.
- Lemes de Souza, Ana Paula (2018). A diáspora da água: Ensaio sobre contingências. In: Clamor das águas: a busca por nova identidade para as águas minerais no Brasil. Florianópolis/SC: CAXIF/UFSC, v.1, p.13 - 34.  ISBN 978-85-67995-10-6.
- Lemes de Souza, Ana Paula (2015). Borboletas Brancas. In: Contemporary Brazilian Short Stories. Santee, CA: Word Awareness, Inc., v.3, p.221 - 226.  ISBN 1512364592.
- Lemes de Souza, Ana Paula (2015). White Butterflies. In: Contemporary Brazilian Short Stories. Santee, CA: Word Awareness, Inc., v.3, p.169 - 178.  ISBN 1512364592.